# Teófanes, o Grego

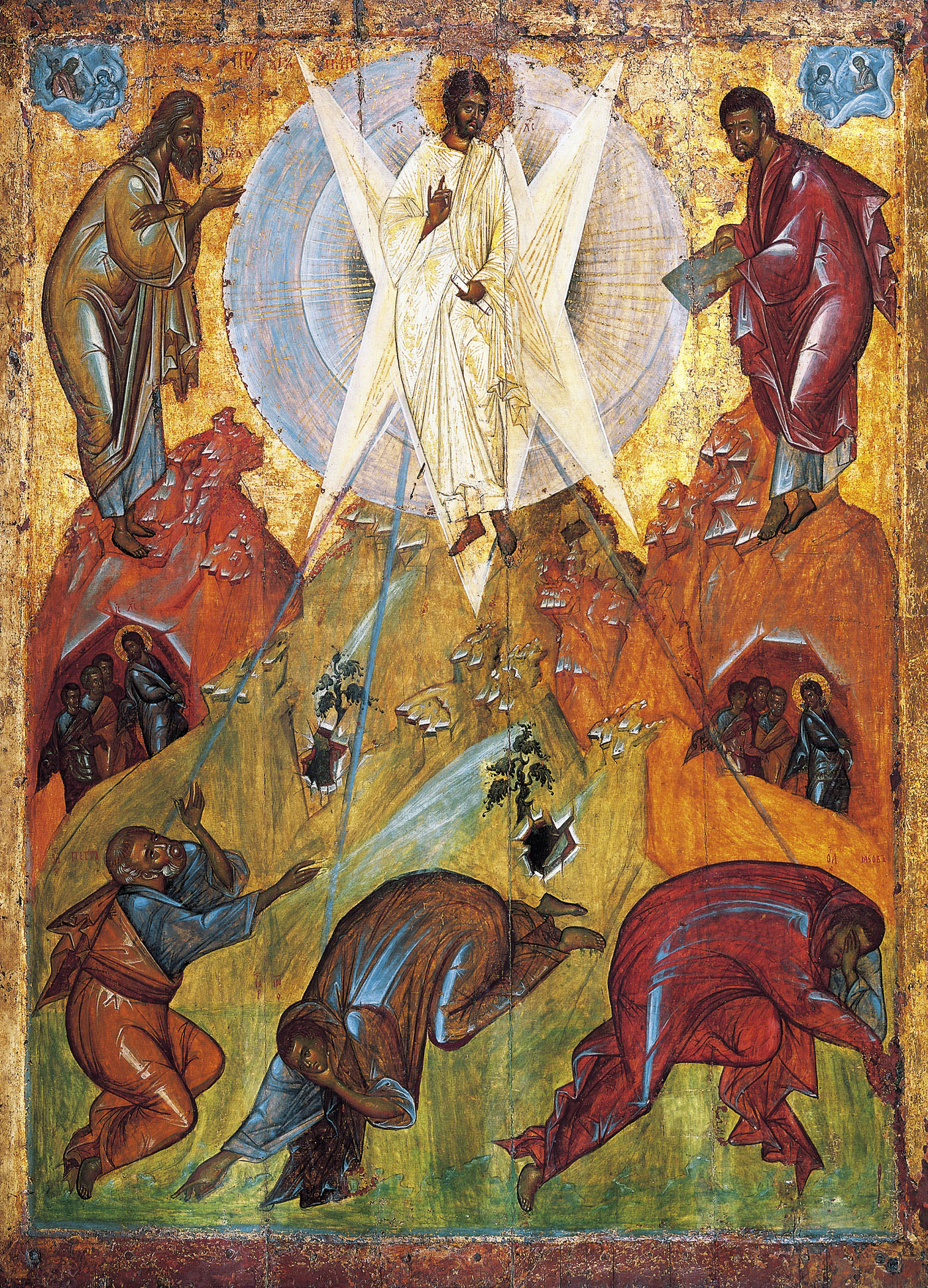
Transfiguração de Jesus (1408)

Teófanes, o Grego (também chamado Feofan Grek, do russo Феофан Грек; em grego: Θεοφάνης ο Έλληνας, transl. Theofánis o Éllenas) (1340 - 1410) foi um artista grego bizantino e um dos maiores pintores de ícones da Moscóvia, professor e mentor de Andrei Rublev.
Teófanes nasceu na capital do Império Bizantino, Constantinopla. Em 1370,  depois de estudar arte e filosofia na Universidade de Constantinopla,  mudou-se para Novgorod e, em 1395, para Moscou. Teófanes era descrito por seus contemporâneos moscovitas como um sábio  de grande erudição.  Decorou em afresco as paredes e tetos de várias igrejas, entre elas:
- A Igreja da Transfiguração na Rua Ilin, em Novgorod (1378)
- A Igreja da Natividade de Maria (1395), no Kremlin
- A Catedral da Anunciação, no Kremlin, com a participação de Andrei Rublev e Prokhor de Gorodets (1405)

Embora tenha criado paineis de ícones, esses trabalhos atribuídos a Teófanes têm sido objeto de intenso debate entre acadêmicos, com base em evidências históricas. Anteriormente, o artista era tido como o autor de paineis de ícones famosos, tais como:
- Nossa Senhora do Don, 1380?
- Dormição da Teótoco  (ou da Virgem Maria), 1392
- Virgem Maria e São João Batista, do  iconostásio da Catedral da Anunciação do Kremlin (1405?)
- A Transfiguração (1408)

## Galeria
Afrescos

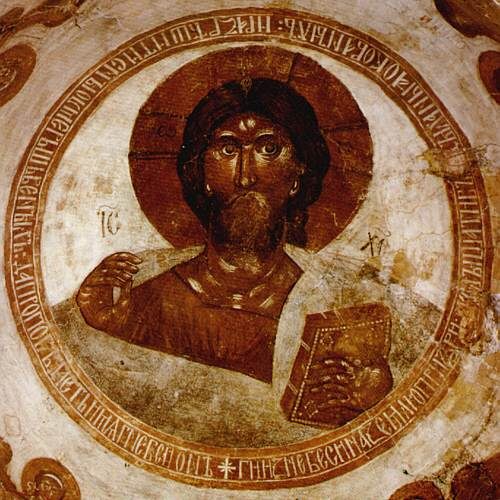
Cristo Pantocrator
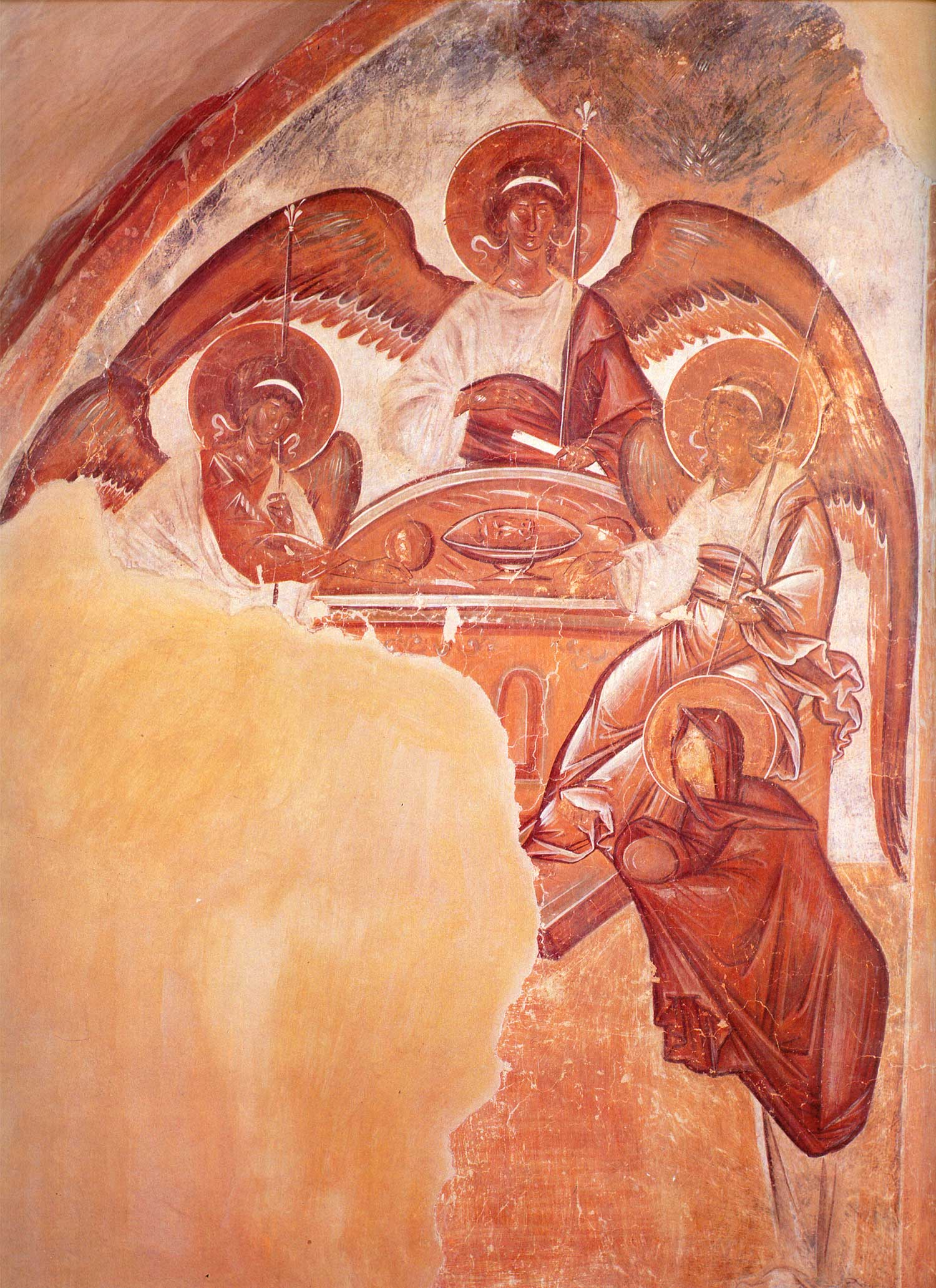
Trindade
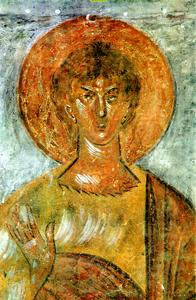
Abel
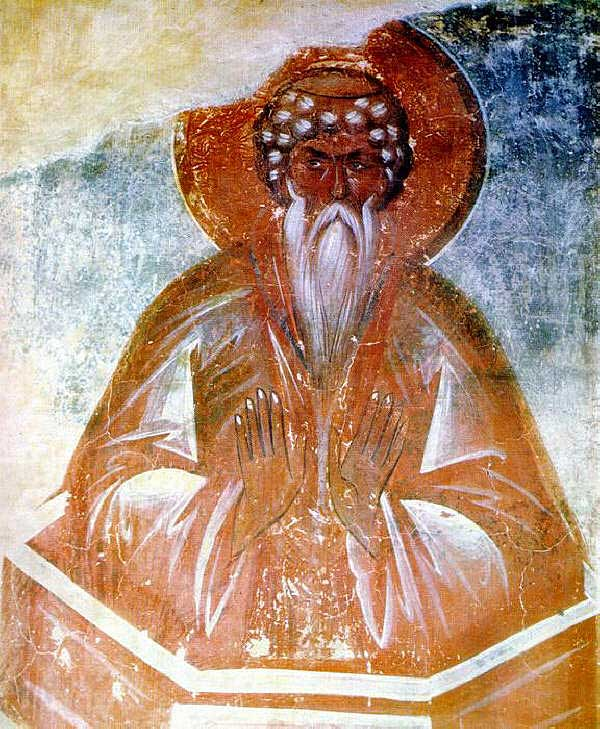
Daniel, o Estilita
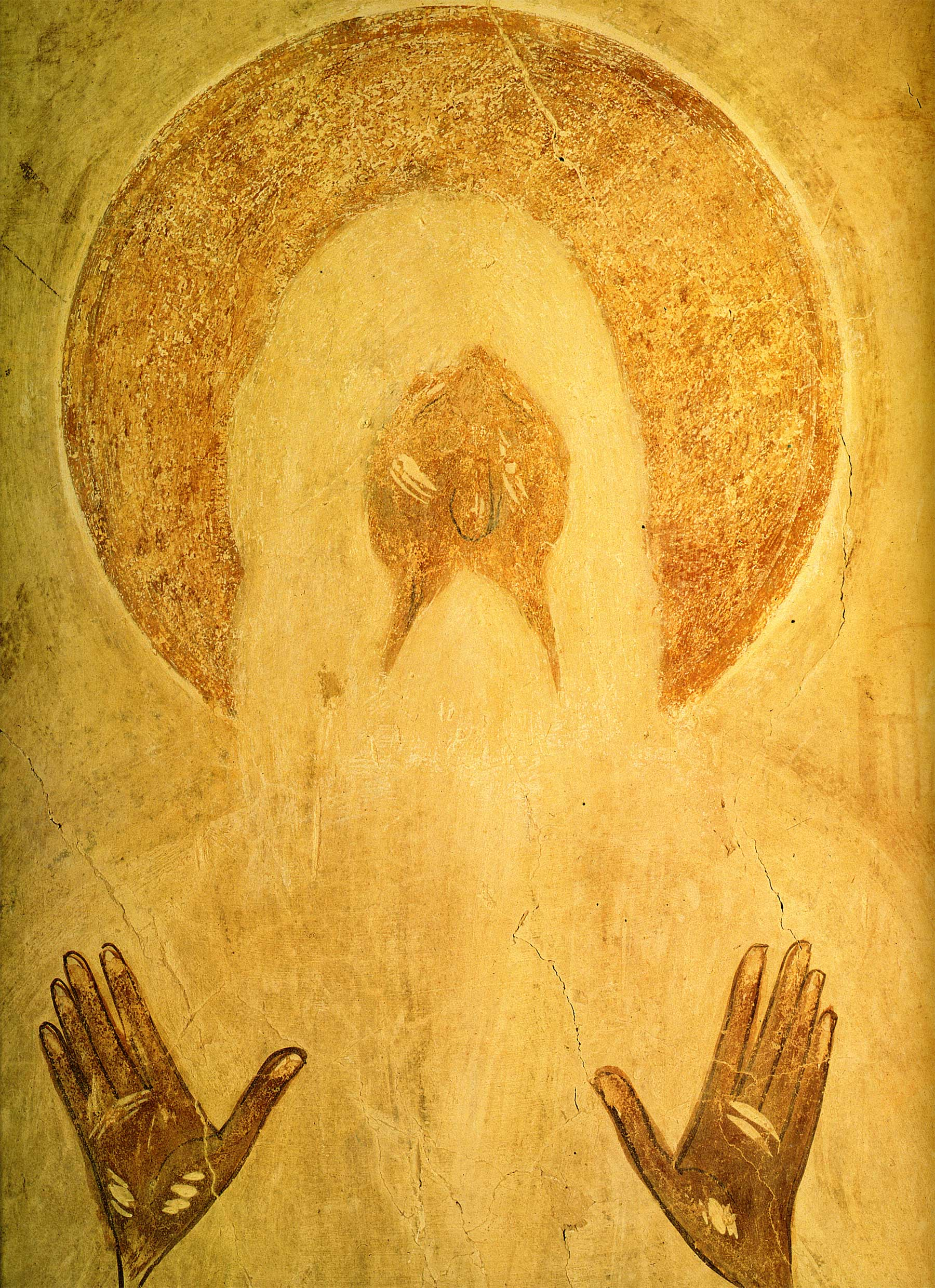
Macário do Egito

Ícones em painel (atribuição controversa)

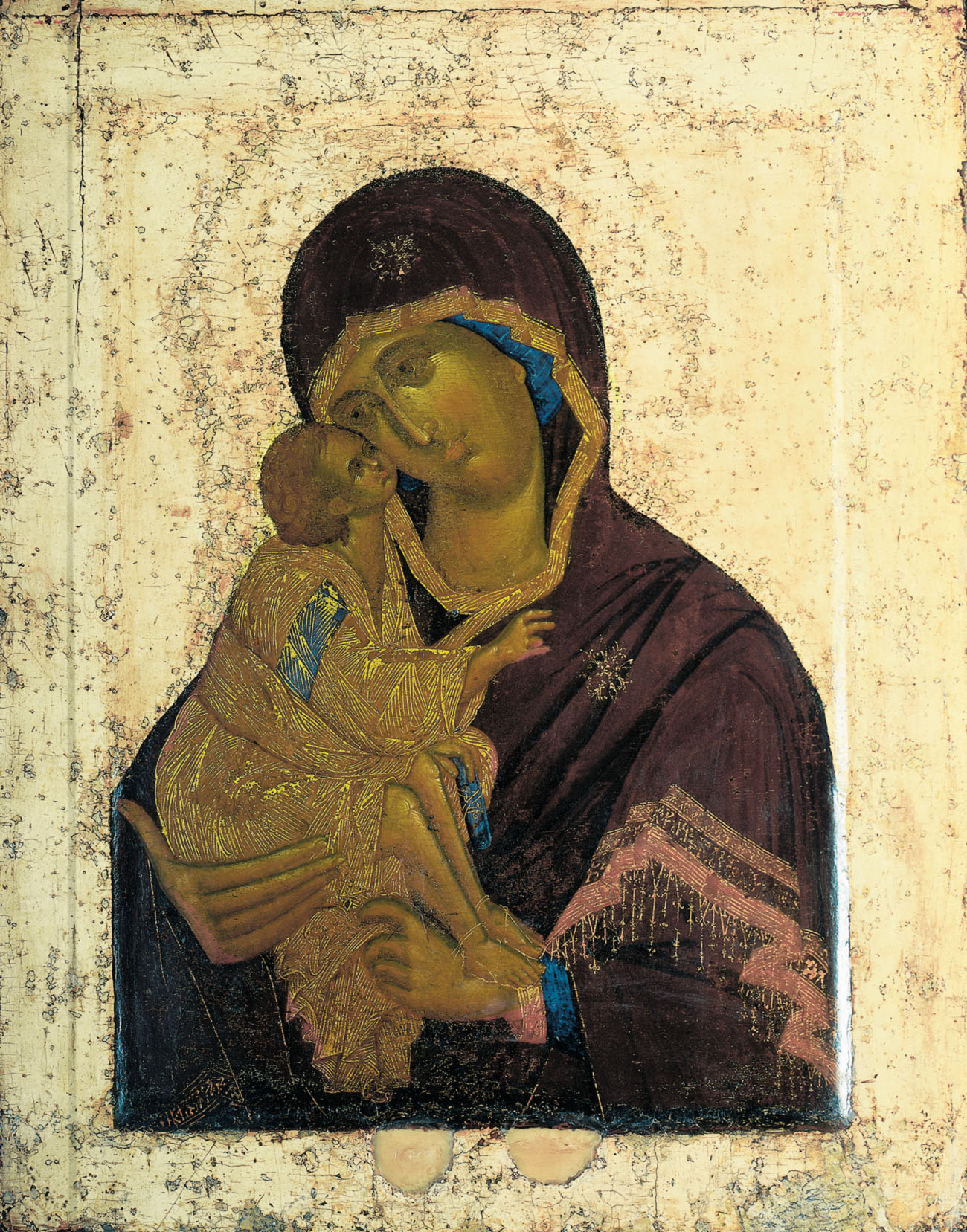
Nossa Senhora do Don (Donskaya)
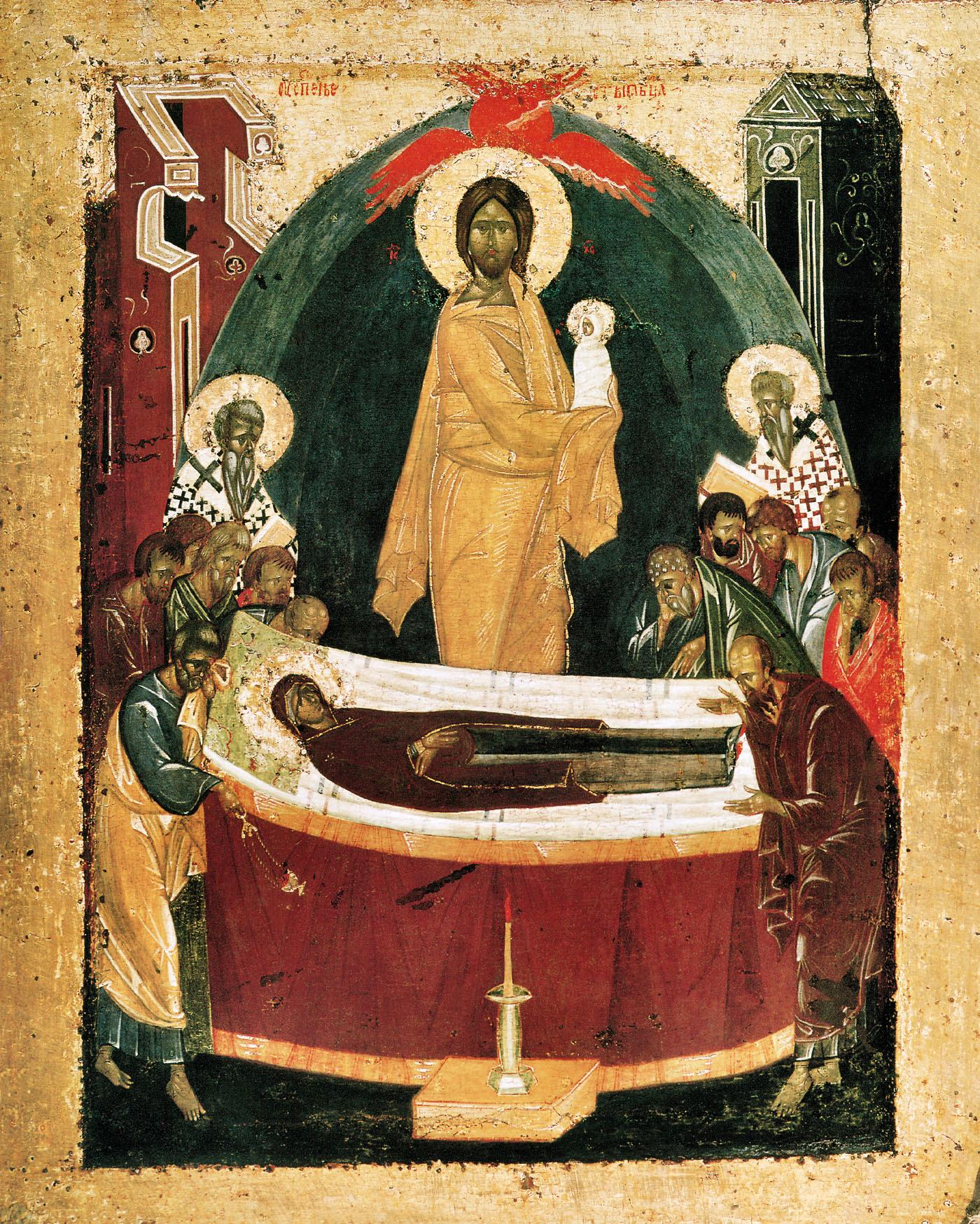
Dormição da Teóoco
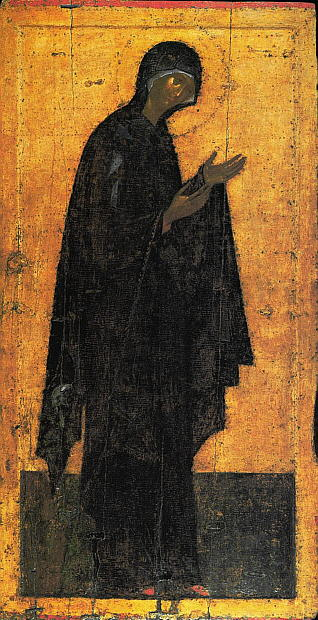
Virgem Maria, Catedral da Anunciação, no Kremlin
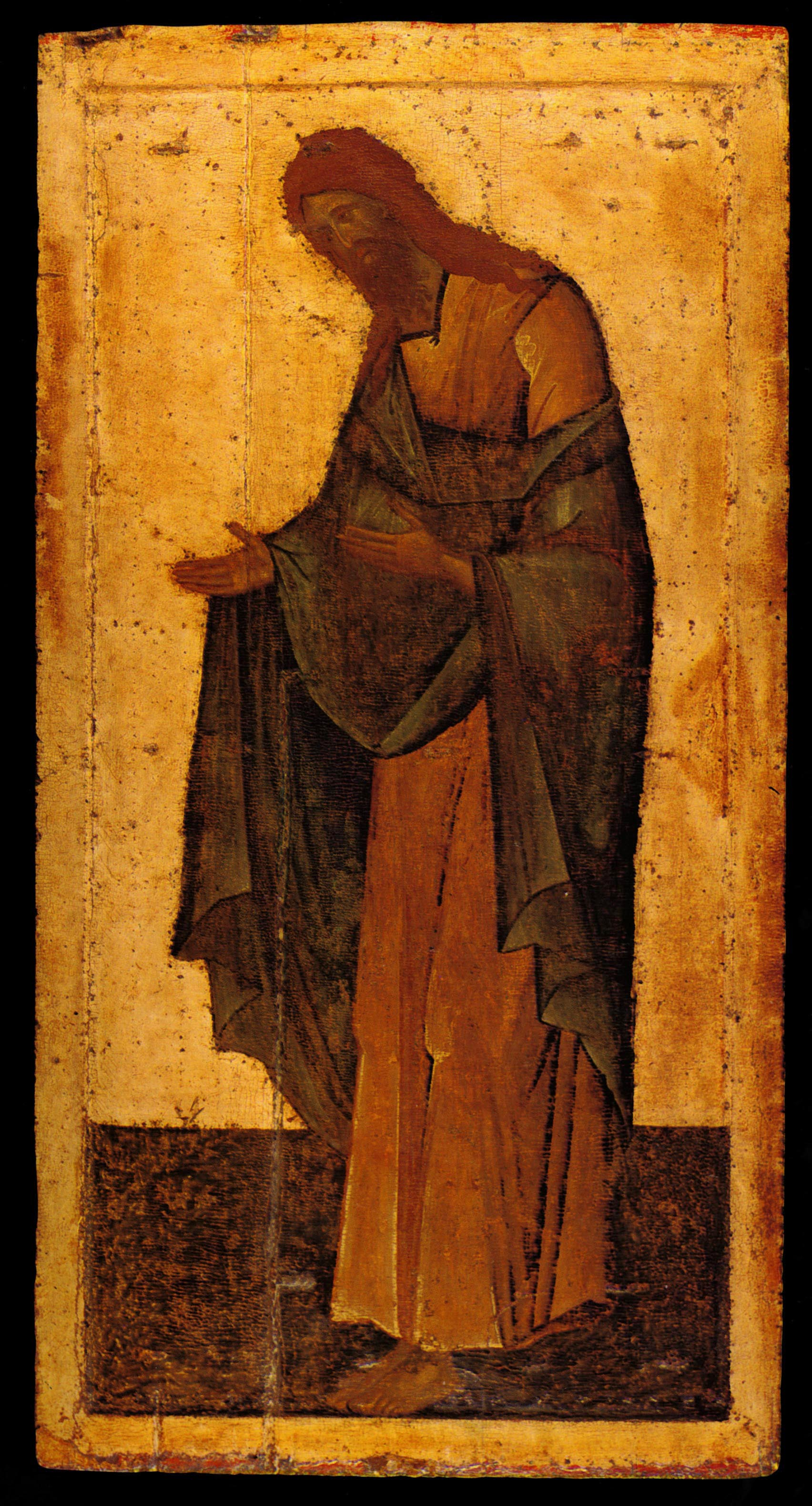
João Batista